# ラジオT.P.さくら 風見学園初等部放送委員会
『ラジオT.P.さくら 風見学園初等部放送委員会』（ラジオタイムパラディンさくら かざみがくえんしょとうぶほうそういいんかい）は、2010年11月11日から2011年3月3日までHiBiKi Radio Stationで放送されていたラジオ番組である。パーソナリティは芳乃さくら役の三森すずこと白河ことり役の新田恵海。新田は本番組が初のラジオパーソナリティとなる。リスナーの呼び方は「T.P.さくらネーム」。

## 概要
2011年に発売された『T.P.さくら 〜タイムパラディンさくら〜』のラジオ番組。2010年10月31日にプレ放送として第0回が配信され、CIRCUS設立記念日の11月11日から通常配信が開始された。最初は隔週木曜日に配信されていたが、第5回以降は毎週木曜日配信に変更された。
第2回は朝倉純一役の加瀬愛奈、朝倉音夢役の春夏ひとみ、『T.P.さくら 〜タイムパラディンさくら〜』のオープニング主題歌を歌う佐咲紗花がゲスト出演し、中華料理店で火鍋を囲みながら収録された。tororoなどスタッフも参加した。2010年12月4日、メイド喫茶「メイリッシュ」で番組初の公開録音イベントが開催された。同年12月30日、コミケ（C79）2日目にHiBiKi Radio Stationブースで2回目の公開録音が開催された。

## 番組内容

### コーナー
さくら&ことり その時二人は！？
お題のシチュエーションに沿ったさくらとことりの台詞をキャラクターになりきって言うコーナー。
T.P.活動報告書
リスナーのタイムパラディン活動報告を紹介するコーナー。
ふつおた
普通のお便りを紹介するコーナー。
初音島日記
初音島で日々繰り広げられる毎日を紹介するコーナー。
もしも○○がタイムパラディンだったら？
『T.P.さくら 〜タイムパラディンさくら〜』や『D.C. 〜ダ・カーポ〜』シリーズに登場するキャラクターたちがもしタイムパラディンだったら、どんな能力を持って、どんな活躍をするのかを紹介するコーナー。
Twitter DE ドーン!!
収録中に公式Twitterを利用してリスナーと交流するコーナー。

### テーマ曲
- オープニング曲：「fly away t.p.s」（歌：佐咲紗花）

### ゲスト
- 第02回（2010年11月25日） - 加瀬愛奈、春夏ひとみ、佐咲紗花[4]
- 第03回（2010年12月09日） - 加瀬愛奈、春夏ひとみ、佐咲紗花[7]
- 第07回（2011年01月20日） - yozuca*[10]
- 第08回（2011年01月27日） - 加瀬愛奈[11]
- 第09回（2011年02月03日） - 春夏ひとみ[12]
- 第10回（2011年02月10日） - 米澤円[13]
- 第11回（2011年02月17日） - 五十嵐裕美[14]
- 第12回（2011年02月24日） - 片岡あづさ[15]